# Kika (film)
Kika is een Spaanse filmkomedie uit 1993 onder regie van Pedro Almodóvar.

## Verhaal
De naïeve, optimistische schoonheidsspecialiste Kika woont samen met haar catatonische vriend Ramón. De pornoster Pablo zit een celstraf uit voor verkrachting, maar hij kan ontsnappen en hij duikt onder bij haar. Hij leeft zijn seksuele verlangens uit op Kika. Die handelingen worden toevallig op video opgenomen door een gluurder. De band komt in de handen van een riooljournalist terecht.

## Rolverdeling
| Acteur              | Personage          |
| ------------------- | ------------------ |
| Verónica Forqué     | Kika               |
| Peter Coyote        | Nicholas           |
| Victoria Abril      | Andrea Caracortada |
| Álex Casanovas      | Ramón              |
| Rossy de Palma      | Juana              |
| Santiago Lajusticia | Pablo              |
| Anabel Alonso       | Amparo             |
| Bibiana Fernández   | Susana             |
| Jesús Bonilla       | Politieagent       |
| Karra Elejalde      | Politieagent       |
| Manuel Bandera      | Chico Carretera    |
| Charo López         | Rafaela            |
| Francisca Caballero | Doña Paquita       |
| Mónica Bardem       | Paca               |
| Joaquín Climent     | Huurmoordenaar     |